# Гец, Дмитрий Николаевич
Дмитрий Николаевич Гец (1833/1834—1900) — генерал-лейтенант русской императорской армии.

## Биография
Родился 21 декабря 1833 (2 января 1834) года.
В 1848 году окончил Ларинскую гимназию и Николаевскую академию Генерального штаба (по 2-му разряду). В военной службе — с 30 июля 1849 года; с 26 августа 1853 года — прапорщик.
с 24 марта 1861 по 3 декабря 1863 года был старшим адъютантом штаба войск Восточной Сибири; штабс-капитан с 30 августа 1861 года. Был назначен 27 марта 1864 года младшим помощником начальника отделения главного управления Генерального штаба4 с 24 сентября 1865 года состоял в распоряжении министерства внутренних дел — до 1 июля 1868 года; подполковник с 31 марта 1867 года.
С 10 мая 1869 по 10 апреля 1871 года состоял в распоряжении командующего войсками Восточной Сибири; 28 марта 1871 года был произведён в полковники. Затем был начальником штабов кавалерийских дивизий: сначала 5-й (до 27.07.1875), затем 11-й (до 22.10.1876) и, наконец, 14-й.
Был назначен 12 февраля 1880 года командиром Углицкого пехотного полка. Вместе с производством в генерал-майоры с 4 февраля 1886 года был назначен командиром 2-й бригады 5-й пехотной дивизии. С 23 декабря 1889 года был начальником штаба 10-го армейского корпуса, с 17 октября 1890 года — начальником штаба Омского военного округа.
С 3 марта 1892 года, до своего назначения 1 декабря того же года начальником 46-й пехотной резервной бригады, состоял в распоряжении начальника Главного штаба.
С 18 января 1896 года — начальник 27-й пехотной дивизии; с 14 мая 1896 года — генерал-лейтенант.
С 18 августа 1898 года до своей смерти был начальником 3-й гренадерской дивизии.
Был женат и имел дочь.
Умер 25 апреля (8 мая) 1900 в должности, 30 апреля исключен из списков умершим.